# Marte Jacobs
Marte Jacobs  is een psychologische roman uit 2007 van de Nederlandse auteur Tim Krabbé.  In zeven hoofdstukken wordt de overleden titeldraagster beschreven door Emile Binnenbaum. 

## Hoofpersonen van de roman
- Emile Binnenbaum. Gelouterd dichter. Zijn eerste en meest succesvolle gedicht als achttienjarige gymnasiast was opgedragen aan de elfjarige brugklasleerlinge Marte.
- Willem Reiff. Klasgenoot van Emile destijds op het fictieve Amsterdamse Amstel Lyceum. Werd een succesvol prozaschrijver. Zijn laatste roman beschrijft de periode tot de zelfmoord van de destijds achttienjarige Marte.
- Marte Jacobs. Ruim 6 jaar jonger dan de twee andere hoofdpersonen. Ze had een jarenlange  platonische liefdesrelatie met Emile. De laatste maanden van haar leven bracht ze door als ongeremde seksuele partner van Willem.

## Constructie van de roman
De roman is strak ingekaderd in de tijd. Hoofdstuk 7 speelt een paar maanden na hoofdstuk 1. De 5 hoofdstukken ervoor bestrijken chronologisch een periode van 9 jaar. Circa 35 jaar later pikt dan hoofdstuk 1 de chronologie weer op.

## De zeven hoofdstukken
- Twee woorden
- De tovervoorhoede
- Pasgeboren Girafje
- Iedere keer
- Het honderdjarig bestaan
- Het tweede Gedicht
- Een meisje uit iemands jeugd

## Beschreven literaire werken
- Pasgeboren girafje. Als eindexamenleerling schrijft Emile een lofdicht op het destijds negenjarige meisje Marte, dat ongedwongen meevoetbalde in een ongeorganiseerde wedstrijd in een  Schoorlse duinpan. Alleen hij en Marte weten dat het pasgeboren girafje Marte is.
- Wapperende benen. Een soort van protestdicht van Emile. Het beschrijft de bizarre ontknoping van de Amstel-reünie. Willem grist Marte weg, voordat ze met Emile verder kan gaan.
- Een meisje uit mijn Jeugd. 35 Jaar na dato maakt de succesvol prozaschrijver Willem een sensationele roman over de zelfmoord van een jeugdliefde. Schaamteloos gebruikt hij de foto op de dag van haar zelfmoord op boekomslag, tramreclame en andere uitingen.

## Inhoud
Emile en Willem hebben na hun lyceumtijd nog steeds contact, hoewel hun genres zich op de uitersten van de literaire kunst begeven. Daarom houden ze wellicht een band met elkaar. Emile wil, nu hij de 60 gepasseerd is, nog steeds weten wat er tussen Willem en Marte is voorgevallen na de Amstel-reünie. Hij leest decennia lang tevergeefs al het werk van Willem om een hint te krijgen totdat hij op een dag op voorpagina van een krant de boekaankondiging leest met haar foto die hem aankijkt. De maanden na de reünie  tot haar zelfmoord worden in het boek sappig beschreven, maar echt wijzer wordt Emile er niet van. Totdat hij gaat rekenen en de exacte verschijningsdatum van zijn gedicht “Wapperende benen” en de dag van de zelfmoord samen blijken te vallen. 
Pasgeboren girafje, was de herinnering aan een negenjarig meisje dat op links met haar linkerbeen zo frivool meevoetbalde. Twee jaar later duikt ze op als brugklasser in zijn eindexamenjaar. Zes jaar later bij de reünie wordt ze onverwachts en dwingend meegepakt door Willem.

## Thematiek
In de hoofdpersonen Emile, de dichter en Willem, de prozaschrijver botsen ook tegelijkertijd twee literaire stromingen. Emile lijkt overal de waarde van in te zien. Willem is verslaafd aan zijn succes en gebruikt alles wat het tot dat doel ter beschikking staat. Het is de strijd tussen twee liefdevolle gedichten en een glad prozawerk over seks en zelfmoord.